# Georgi Iwanowitsch Motowilow
Georgi Iwanowitsch Motowilow (russisch Георгий Иванович Мотови́лов; * 16. Junijul. / 28. Juni 1882greg. in Moskau; † 14. Juni 1963 ebenda) war ein russischer Bildhauer.

## Leben

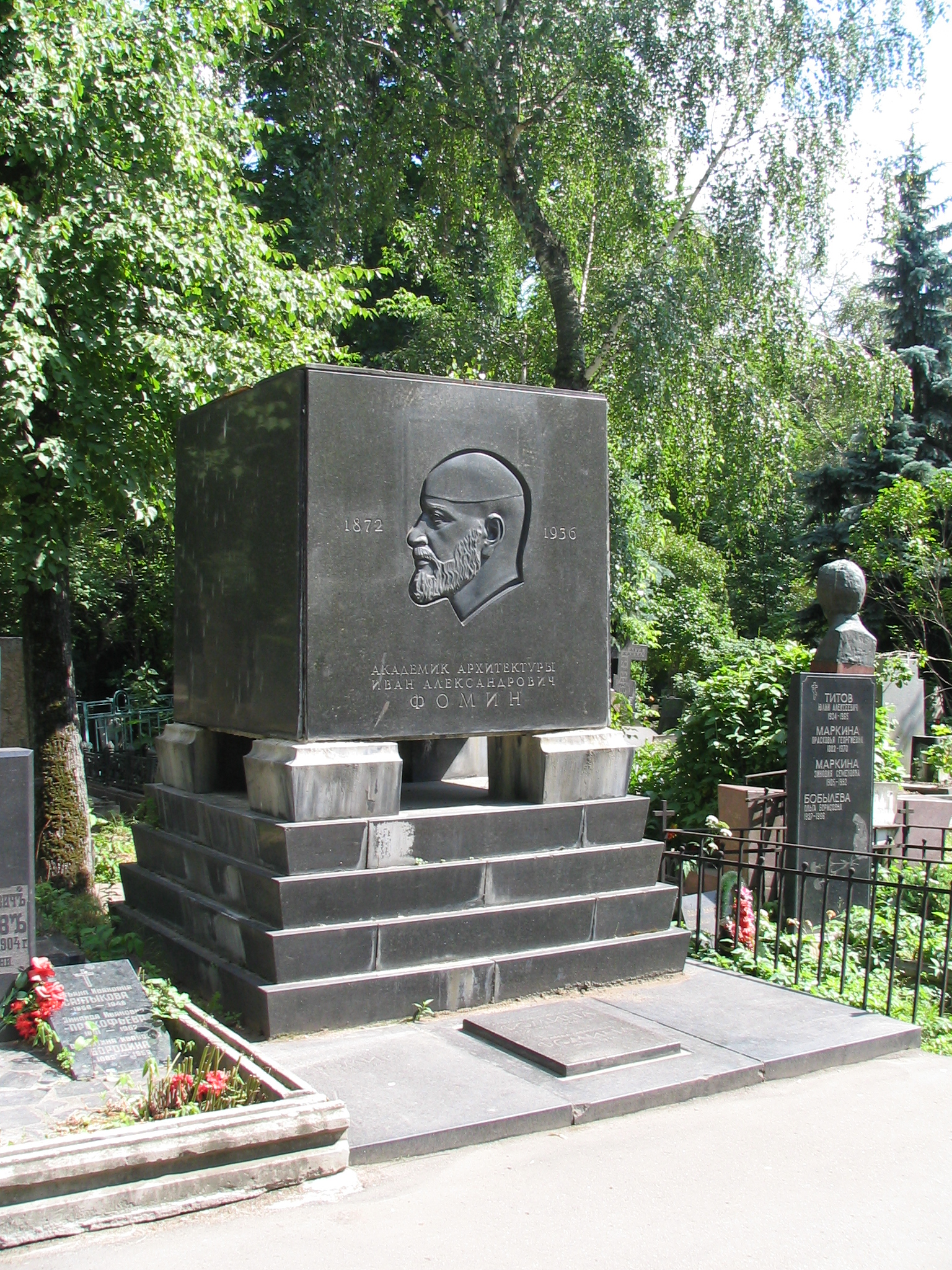
I. A. Fomin-Grabstein auf dem Nowodewitschi-Friedhof in Moskau

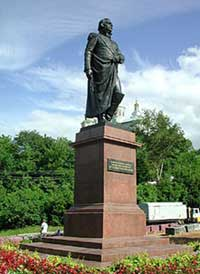
Kutosow-Denkmal in Smolensk

Motowilow, Sohn des Chefchirurgen des Moskauer Jekaterina-Krankenhauses, schloss das Gymnasium mit einer Silbermedaille ab und studierte darauf Medizin an der Universität Moskau.
Schon in seinen Jugendjahren beschäftigte sich Motowilow mit der Bildhauerei bei S. M. Wolnuchin, der das Denkmal für den ersten russischen Drucker Iwan Fjodorow schuf. 1918 begann Motowilow ein Studium an der Moskauer Kunsthochschule Wchutemas bei dem Bildhauer S. T. Konjonkow.
Auf der Weltfachausstellung Paris 1937 gewann Motowilow eine Goldmedaille für seine Skulptur Der Metallurg.
Während des Deutsch-Sowjetischen Krieges wurde Motowilow nach Alatyr evakuiert, der Heimatstadt des Bildhauers Stepan Ersja.
Als Bildhauer war Motowilow an der Gestaltung verschiedener Moskauer U-Bahn-Stationen beteiligt, insbesondere an den Stationen Elektrosawodskaja (Architekten W. G. Helfreich, I. J. Roschin, 1944 eröffnet), Park Kultury (Architekt I. J. Roschin) und Oktjabrskaja (Architekt L. M. Poljakow, 1950 eröffnet), Prospekt Mira (Architekten W. G. Helfreich, M. A. Minkus) und Komsomolskaja (Chefarchitekt A. W. Schtschussew, 1952 eröffnet). An der Moskauer Lomonossow-Universität gestaltete Motowilow den Fries an der Fassade und die verschiedenen Reliefs. Beim Bau des Wolga-Don-Kanals leitete er das Bildhauer-Kollektiv für den Skulpturenschmuck.
Motowilow gestaltete Grabsteine, so den für I. A. Fomin und den für A. N. Tolstoi auf dem Moskauer Nowodewitschi-Friedhof, und er schuf Denkmäler, so das Denkmal für A. N. Tolstoi in Moskau (1958), M. I. Kutusow in Smolensk (1954), N. A. Nekrassow in Jaroslawl (1958), A. P. Tschechow in Jalta und den General P. W. Wolochow in Isjum (1950).
1945–1963 hatte Motowilow den Lehrstuhl für Bildhauerei der Moskauer Staatlichen Stroganow-Kunstgewerbe-Akademie inne. Er gründete die Schule für monumental-dekorative Bildhauerei. Einer seiner Studenten war Alexander Burganow.
Motowilow wurde auf dem Moskauer Nowodewitschi-Friedhof begraben.

## Ehrungen
- Orden des Roten Banners der Arbeit
- Stalinpreis 1. Klasse (1950) für das Basrelief Die Gründer und Führer des Sowjet-Staates W. I. Lenin und J. W. Stalin